# Versainville
Versainville is een gemeente in het Franse departement Calvados (regio Normandië) en telt 389 inwoners (1999). De plaats maakt deel uit van het arrondissement Caen.

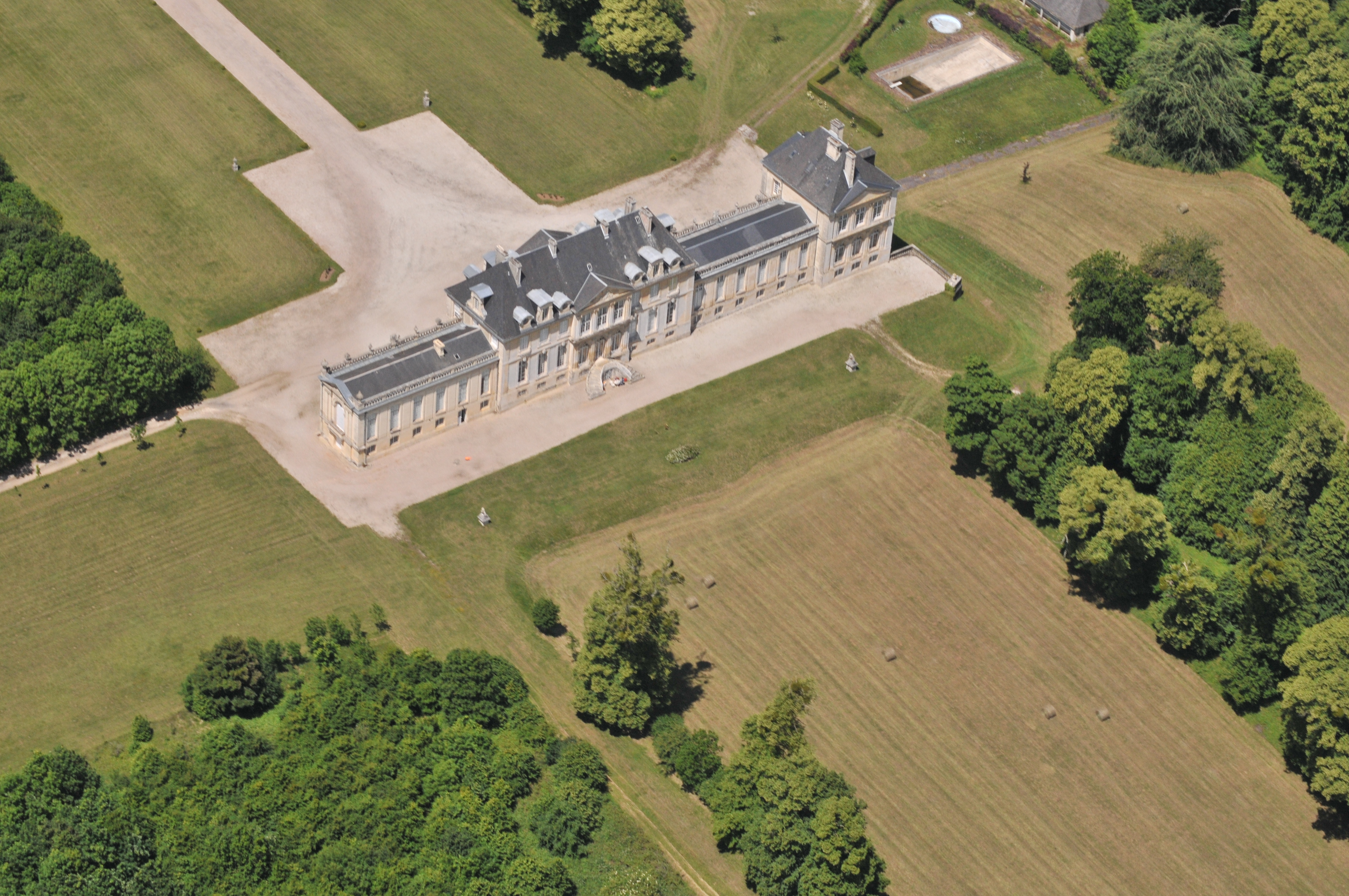
Kasteel van Versainville
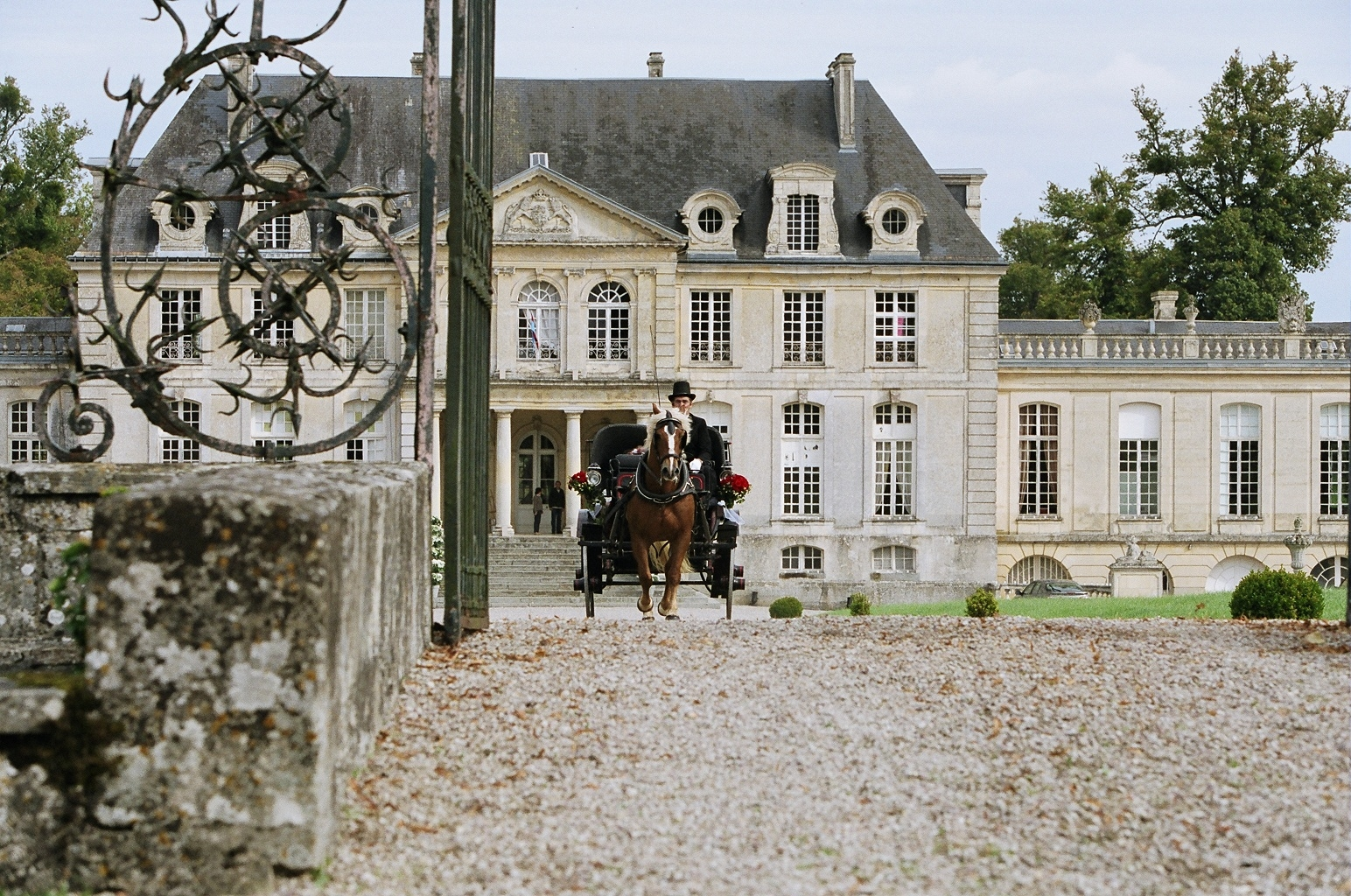
Kasteel van Versainville
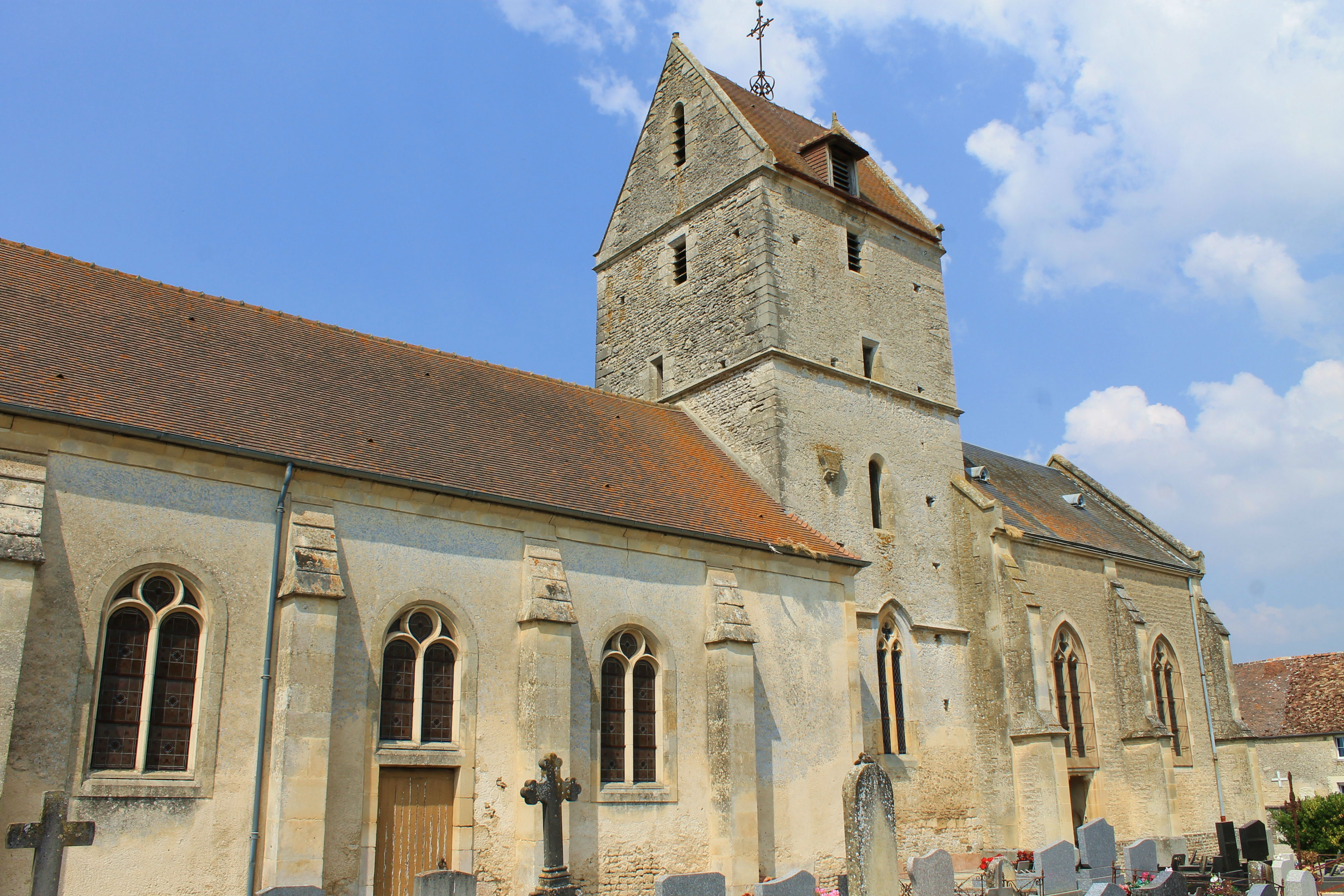
Kerk van St. Pierre

## Geografie
De oppervlakte van Versainville bedraagt 7,6 km², de bevolkingsdichtheid is 51,2 inwoners per km².
De onderstaande kaart toont de ligging van Versainville met de belangrijkste infrastructuur en aangrenzende gemeenten.

## Demografie
Onderstaande figuur toont het verloop van het inwonertal (bron: INSEE-tellingen).
Vanwege een beveiligingsprobleem met de MediaWiki Graph-software is het momenteel niet mogelijk deze grafiek weer te geven. Zodra de software is bijgewerkt zal de grafiek vanzelf weer zichtbaar worden.
1. ↑  Populations de référence 2022.